# Wasserschutzpolizei Rheinland-Pfalz

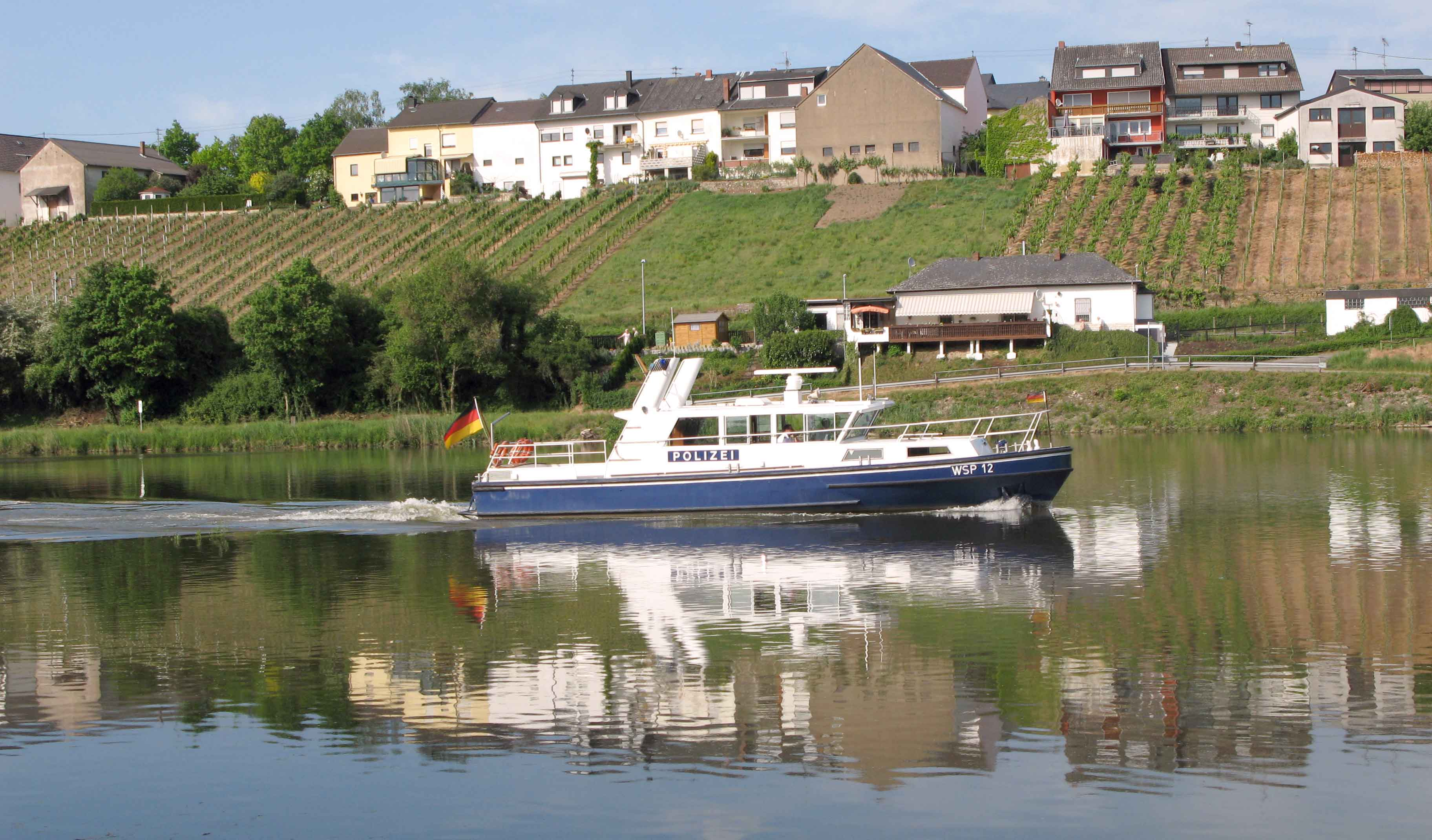
Polizeiboot WSP-12

Die Wasserschutzpolizei Rheinland-Pfalz ist ein Teil der Polizei Rheinland-Pfalz. Sie ist landesweit zuständig für die Erforschung und Verfolgung von Straftaten auf den Wasserstraßen und in den Häfen im Land Rheinland-Pfalz. Ihr Hauptsitz ist in der Landeshauptstadt Mainz, wo sie als eigene Abteilung des Polizeipräsidiums Einsatz, Logistik und Technik organisiert ist.

## Zuständigkeit der Wasserschutzpolizei
Dienstbezirke der Abteilung Wasserschutzpolizei sind die schiffbaren Wasserstraßen einschließlich ihrer Nebenarme, Ufer, Anlagen und Häfen im Gebiet des Landes. 7 Wasserschutzpolizeistationen, hiervon 6 am Rhein und 1 Station an der Mosel, überwachen 605 Wasserstraßenkilometer. Hierzu stehen 15 Strecken- und 4 Sportbootkontrollboote mit überwiegend modernster Technik zur Verfügung. Zu den Aufgaben gehören:
- Wahrnehmung schifffahrtspolizeilicher Vollzugsaufgaben: Dies beinhaltet Maßnahmen der Gefahrenabwehr, Verkehrsüberwachung, Verkehrskontrolle, Verkehrsregelung, Überwachung von Veranstaltungen auf dem Wasser sowie Schifffahrtssperren.
- Allgemeine Gefahrenabwehr: Personen- und Objektschutz, Begleitschutz bei Staatsbesuchen, Mithilfe im Katastrophenschutz.
- Erforschung und abschließende Bearbeitung von Straftaten und Ordnungswidrigkeiten auf den schiffbaren Wasserstraßen Fälle des Diebstahls und der Unterschlagung, Körperverletzung, Sachbeschädigung, Brandstiftung, Beleidigung, Gewässer- und Bodenverunreinigung, Abfallbeseitigung, unerlaubter Umgang mit radioaktiven Stoffen und anderen gefährlichen Stoffen und Gütern.
- Untersuchung von Unfällen im Zusammenhang mit dem Schifffahrtsbetrieb auch einschließlich der tödlichen Personenunfälle Personen- und Sachfahndung.

## Dienststellen und Zuständigkeitsbereiche
Polizeipräsidium Einsatz, Logistik und Technik Abteilung Wasserschutzpolizei Rheinland-Pfalz, Robert-Koch-Straße 27, Mainz
- Rhein: von Mündung der Lauter, km 352,070 bis km 544,000 linksrheinisch, bis km 639,240 beidseitig, bis km 642,230 linksrheinisch.
- Mosel: von Landesgrenze, km 232,290 bis Mündung, km 0,000.
- Saar: von Landesgrenze, km 27,180 linkes Ufer, ab km 25,750 beidseitig bis Mündung, km 0,000.
- Lahn: von Landesgrenze, km 81,180 bis Mündung, km 137,300.

WSP-Station Germersheim, Alte Schiffbrückenstraße 1, Germersheim
- Rhein: von km 352,070 bis km 409,000.

WSP-Station Ludwigshafen, Hafenstraße 19, Ludwigshafen
- Rhein: von km 409,000 bis km 464,000.

WSP-Station Mainz, Rheinallee 104, Mainz
- Rhein: von km 464,000 bis km 519,000.

WSP-Station St. Goar, Am Hafen 8, St. Goar
- Rhein: von km 544,000 bis km 575,000.

WSP-Station Koblenz, Emser Straße 21, Koblenz
- Rhein: von km 575,000 bis km 599,000.
- Mosel: von km 0,000 bis km 115,600.
- Lahn: von km 81,180 bis km 137,300.

WSP-Station Andernach, Hafenstraße 15, Andernach
- Rhein: von km 599,000 bis km 642,230.

WSP-Station Trier, Pacelliufer 15, Trier
- Mosel: von km 232,290 bis km 115,600.
- Saar: von km 27,180 bis km 0,000.

## Leitung der Wasserschutzpolizei
Leiter der Wasserschutzpolizei Rheinland-Pfalz ist  Polizeidirektorin Katja Falkenstein (Stand April 2025).